# Мост Белой розы
Мост Белой розы (лит. Baltosios rožės tiltas) — пешеходный металлический арочный мост через реку Нямунас в Алитусе, Литва. Самый высокий в Литве пешеходный и велосипедный мост. Построен в 2013—2015 годах на сохранившихся опорах железнодорожного моста 1899 года. Является площадкой для роуп-джампинга.

## Расположение
Соединяет центр города с районом Алитус I и курганом на восточном берегу реки. Рядом с мостом расположена скульптура «Цветок» (лит. Lelijos žiedas) (автор В. Канчяускас).
Выше по течению находится Канюкский мост, ниже — мост Антанаса Юозапавичюса.

## Название
Железнодорожный мост не имел собственного названия. Название существующего пешеходного моста было выбрано в ходе голосования среди местных жителей и дано в честь символа Алитуса — белой розы.

## История
В 1897—1899 годах в составе строительства новой железнодорожной линии Гродно—Олита по проекту инженеров Н. А. Белелюбского и Н. Харламова был сооружён трёхпролётный металлический консольный мост. Работы производились варшавской компанией «Рудзский и К°» (пол. K. Rudzki i S-ka). Общая стоимость строительства составила 700 тыс. руб. Пролётное строение моста состояло из ферм системы Гербера. Два береговых пролёта длиной 73,2 м имели консоли длиной 13,72 м, на которые опирался средний, свободный пролёт, длиной 65,43 м. Общая длина моста составляла 239 м. Общий вес металлоконструкций пролётных строений из литого железа составлял 1014,288 т. Настил моста был приспособлен также и для гужевого движения. Промежуточные опоры были построены из бутовой кладки на кессонном основании (отметки низа кессонов от уровня меженных вод составляют 16,5 м и 13,8 м). Ледорезы были облицованы гранитом чистой тески.
14 августа 1915 года мост был взорван отступавшими русскими войсками. В течение двух месяцев немецкими военными был построен 15-пролётный деревянный железнодорожный мост на высоких свайных опорах. В январе 1926 года он был закрыт для движения и разобран.
В 2009 году сохранившиеся опоры моста были включены в регистр культурных ценностей Литвы (код 33316).
В 2009 году по заказу муниципалитета Алитуса компания UAB «Mitnija» спроектировала двухуровневый мост для пешеходов и велосипедистов. Ориентировочная стоимость строительства составляла около 40 млн лит и проект не был реализован.
В 2012 году UAB «Tiltų ekspertų centras» составила новый проект, который был утверждён к строительству. В августе 2013 компания UAB «Alkesta» начала работы по строительству моста. Металлоконструкции моста были изготовлены в Риге (Латвия). Сборка производилась на строительной площадке, в проектное положение конструкции монтировались при помощи кранов. Монтаж пролётных строений выполнялся компаниями UAB «Tilsta» и «Mammoet» (Нидерланды). Официальное открытие моста состоялось 8 января 2016 года.

## Конструкция
Мост трёхпролётный металлический арочный. Схема разбивки на пролёты: 72,42 + 91,50 + 72,42 м. Пролётное строение моста состоит из металлических арочных ферм и железобетонной плиты. Опоры моста монолитные железобетонные на свайном (устои) и кессонном (промежуточные опоры) основании. Использованы сохранившиеся фундаменты железнодорожного моста. Высота моста над уровнем реки 38,1 м. Длина моста составляет 240,53 м, ширина — 6,71 м. 
Мост предназначен для движения пешеходов и велосипедистов. Перильное ограждение металлическое бестумбовое.